# Empire (Géorgie)
 (mars 2025).
Pour les articles homonymes, voir Empire (homonymie).
Empire est une census-designated place située dans les comtés de Bleckley et de Dodge, dans l’État de Géorgie, aux États-Unis. Lors du recensement de 2020, elle comptait 319 habitants.